# Musée Khanenko

Icône de saint Jean-Baptiste.

Le musée national des arts Bogdan et Varvara Khanenko (en ukrainien : Музей мистецтв імені Богдана та Варвари Ханенків) est un musée d'art situé à Kiev en Ukraine, qui détient des collections importantes d'art européen, asiatique et antique.

## Histoire
Le musée a été créé par le collectionneur d'art Bogdan Khanenko en 1919 et l'acte de donation à l'Académie nationale des sciences d'Ukraine a été signé par son épouse Varvara Khanenko en 1918.
La collection d'art de Bogdan et Varvara Khanenko, éminents collectionneurs et philanthropes ukrainiens de la fin du XIXe et du début du XXe siècle, est au cœur des collections du musée.
La collection du musée Khanenko comprend des œuvres d'art de maîtres européens, tels que Peter Paul Rubens, Gentile Bellini, Juan de Zurbarán, Jacques-Louis David, François Boucher.
Le musée possède des collections de sculpture et d'art décoratif européens, de belles et rares pièces d'art décoratif iranien, tibétain, chinois et japonais, ainsi que de petites mais intéressantes collections d'art grec, romain et égyptien.
Au total, le fonds du musée Khanenko comprend plus de 25 000 pièces. Près de 1 000 œuvres sont exposées en permanence.
Durant la tentative d'invasion russe et la guerre qui en découle, une partie des œuvres sont exfiltrées en décembre 2022 vers le musée du Louvre pour éviter qu'elles ne soient détruites par les bombardements. Cinq des trésors ainsi préservés y sont présentés à l'été 2023 dans le cadre d'une exposition temporaire intitulée Aux origines de l'art sacré. 

## Musée
Le musée comprend deux bâtiments de la fin du XIXe siècle d'une grande valeur historique et artistique situés dans la rue Tereshchenkivska. Le manoir des Khanenko abrite l'exposition permanente des beaux-arts et des arts décoratifs européens du XIVe au XVIIIe siècle. Un groupe d'icônes byzantines uniques du « Sinaï » créées aux VIe et VIIe siècles est exposé dans une pièce séparée du bâtiment depuis 2004. Au premier étage du manoir se trouve l'exposition permanente d'art antique.
L'autre bâtiment du musée situé à proximité était la propriété des Sakhnovsky, les proches de parents des Khanenko. Depuis 2006, il abrite l'exposition permanente d'art asiatique. Les quatre salles sont consacrées à l'art bouddhique et de l'islam, ainsi qu'à celui de la Chine et du Japon.

## Collections
Ses collections regroupent 25 000 œuvres. Une collection importante de peintures d'Europe occidentale, ainsi que les icônes byzantines. Les chefs-d'œuvre célèbres incluent le Portrait de l'infante Margaretha de Juan Bautista Martínez del Mazo, des peintures de Gentile Bellini, Jacob Jordaens, Jean-Baptiste Greuze, Francisco Zurbarán, Luis de Morales, Claudio Coello, Claude Joseph Vernet, Peter Paul Rubens et d'autres. Des statues et des sculptures en bronze égyptien, terre cuite antique et verrerie, sculptures romaines et grecques, et divers objets byzantins.
Le plafond dans l'une des chambres, dû à Mikhail Vrubel, était son premier travail de décoration profane.

## Galerie

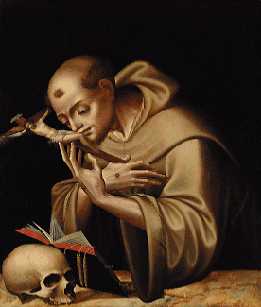
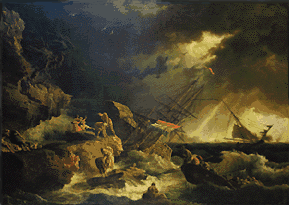
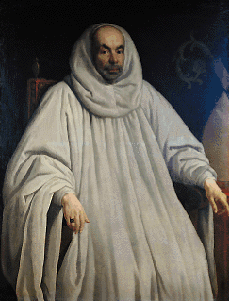
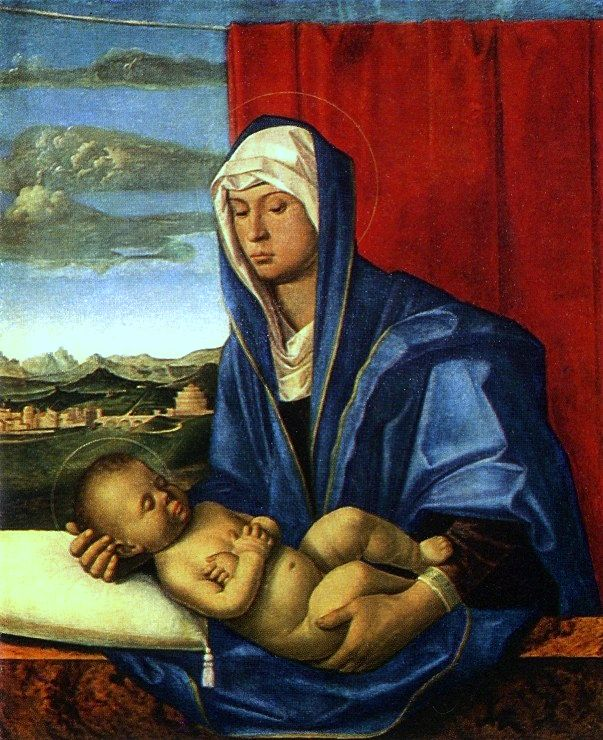
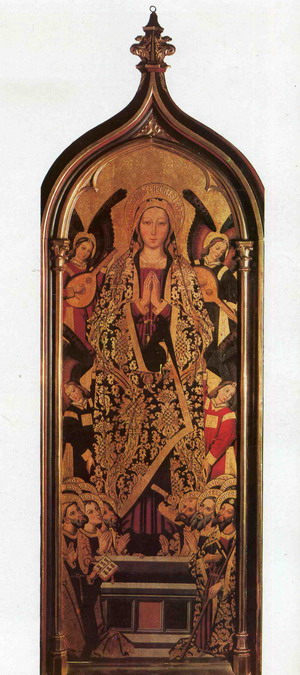
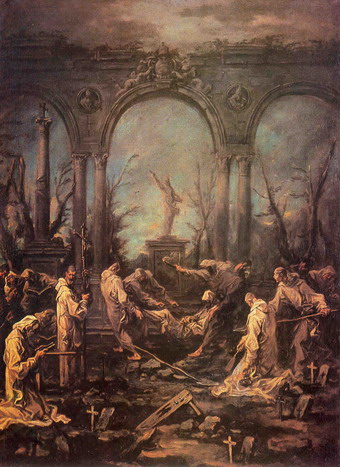
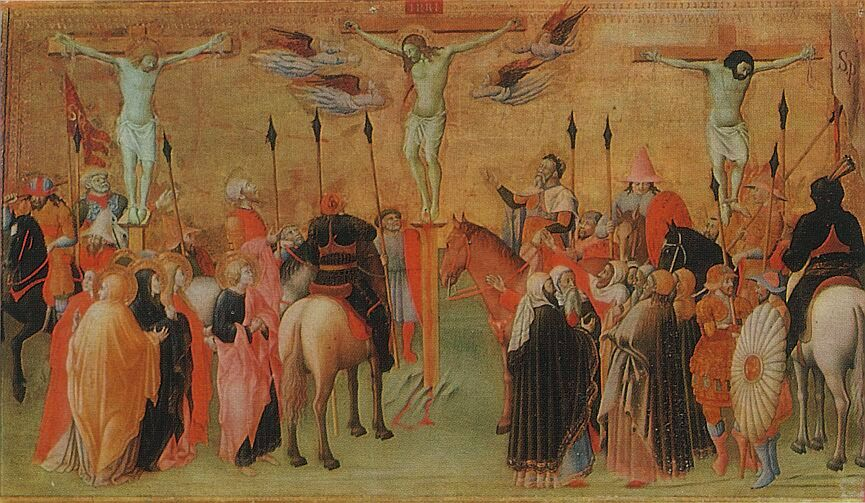
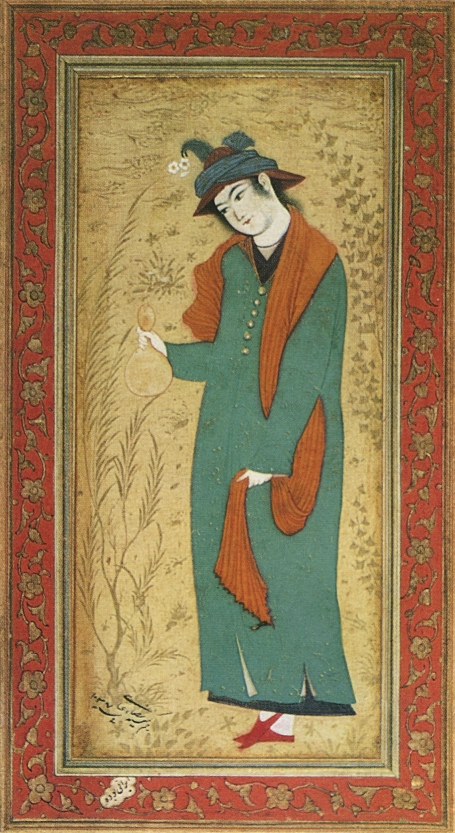

## Publications
- Musée Khanenko dans l'encyclopédie de l'Ukraine moderne[1]
- "Description du musée fondé par B. & W. Khanenko à Kiev, 1880-1920", Georges Loukomsky[5]
- "Musée national des arts Bogdan et Varvara Khanenko", Museum with no frontiers[6]
- Musée Khanenko, Discover Ukraine[7]